# João Sousa
João Sousa (Guimarães, 30 maart 1989) is een Portugese tennisspeler. Hij heeft drie ATP-toernooien in het enkelspel gewonnen. Bovendien was hij zevenmaal verliezend finalist in het enkelspel, en eenmaal in het dubbelspel. Hij heeft vijf challengers in het enkelspel en twee challengers in het dubbelspel op zijn naam staan.

## Palmares

### Palmares enkelspel
| Nr.                  | Datum             | Toernooi            | Ondergrond    | Tegenstander in finale | Score               | Details |
| -------------------- | ----------------- | ------------------- | ------------- | ---------------------- | ------------------- | ------- |
| Gewonnen finales     |                   |                     |               |                        |                     |         |
| 1.                   | 29 september 2013 | ATP Kuala Lumpur    | Hardcourt (i) | Julien Benneteau       | 2-6, 7-5, 6-4       | Details |
| 2.                   | 1 november 2015   | ATP Valencia        | Hardcourt (i) | Roberto Bautista Agut  | 3-6, 6-3, 6-4       | Details |
| 3.                   | 6 mei 2018        | ATP Estoril         | Gravel        | Frances Tiafoe         | 6-4, 6-4            | Details |
| 4.                   | 6 februari 2022   | ATP Pune            | Hardcourt     | Emil Ruusuvuori        | 7-6(9), 4-6, 6-1    | Details |
| Verloren finales     |                   |                     |               |                        |                     |         |
| 1.                   | 13 juli 2014      | ATP Båstad          | Gravel        | Pablo Cuevas           | 2-6, 1-6            | Details |
| 2.                   | 21 september 2014 | ATP Metz            | Hardcourt (I) | David Goffin           | 4-6, 3-6            | Details |
| 3.                   | 24 mei 2015       | ATP Genève          | Gravel        | Thomaz Bellucci        | 6-7(4), 4-6         | Details |
| 4.                   | 26 juli 2015      | ATP Umag            | Gravel        | Dominic Thiem          | 4-6, 1-6            | Details |
| 5.                   | 27 september 2015 | ATP Sint-Petersburg | Hardcourt (I) | Milos Raonic           | 3-6, 6-3, 3-6       | Details |
| 6.                   | 14 januari 2017   | ATP Auckland        | Hardcourt     | Jack Sock              | 3-6, 7-5, 3-6       | Details |
| 7.                   | 5 augustus 2017   | ATP Kitzbühel       | Gravel        | Philipp Kohlschreiber  | 3-6, 4-6            | Details |
| 8.                   | 21 mei 2022       | ATP Genève          | Gravel        | Casper Ruud            | 6-7(1), 6-4, 6-7(3) | Details |
| Gewonnen challengers |                   |                     |               |                        |                     |         |
| 1.                   | 30 mei 2011       | Fürth               | Gravel        | Jan-Lennard Struff     | 6-2, 0-6, 6-2       |         |
| 2.                   | 9 april 2012      | Mersin              | Gravel        | Javier Martí           | 6-4, 0-6, 6-4       |         |
| 3.                   | 23 juli 2012      | Tampere             | Gravel        | Éric Prodon            | 7-65, 6-4           |         |
| 4.                   | 4 juni 2013       | Fürth               | Gravel        | Wayne Odesnik          | 3-6, 6-3, 6-4       |         |
| 5.                   | 22 juli 2013      | Guimarães           | Hardcourt     | Marius Copil           | 6-3, 6-0            |         |

### Palmares dubbelspel
| Nr.                              | Datum        | Toernooi | Ondergrond | Partner             | Tegenstanders in finale                   | Score             | Details |
| -------------------------------- | ------------ | -------- | ---------- | ------------------- | ----------------------------------------- | ----------------- | ------- |
| Verloren finales herendubbel     |              |          |            |                     |                                           |                   |         |
| 1.                               | 20 mei 2018  | ATP Rome | Gravel     | Pablo Carreño Busta | Juan Sebastián Cabal Robert Farah Maksoud | 6-3, 4-6, [4-10]  | Details |
| Gewonnen challengers herendubbel |              |          |            |                     |                                           |                   |         |
| 1.                               | 26 juli 2010 | Tampere  | Gravel     | Leonardo Tavares    | Andis Juška Deniss Pavlovs                | 7-64, 7-5         |         |
| 2.                               | 5 juni 2012  | Fürth    | Gravel     | Arnau Brugués-Davi  | Rameez Junaid Purav Raja                  | 7-5, 64-7, [11-9] |         |

## Resultaten grote toernooien
| Legenda | Legenda                          |
| ------- | -------------------------------- |
| g.t.    | geen toernooi gehouden           |
| l.c.    | lagere categorie                 |
| –       | niet deelgenomen                 |
| G       | uitgeschakeld in de groepsfase   |
| 1R      | uitgeschakeld in de eerste ronde |
| 2R      | uitgeschakeld in de tweede ronde |
| 3R      | uitgeschakeld in de derde ronde  |
| 4R      | uitgeschakeld in de vierde ronde |
| KF      | uitgeschakeld in de kwartfinale  |
| HF      | uitgeschakeld in de halve finale |
| F       | de finale verloren               |
| W       | het toernooi gewonnen            |
| w-v     | winst/verlies-balans             |

### Enkelspel
| grandslamtoernooien  |    |      |      |      |    |      |      |      |      |      |      |      |
| Australian Open      | –  | 2R   | 1R   | 3R   | 3R | 1R   | 2R   | 3R   | 1R   | –    | 1R   |      |
| Roland Garros        | 1R | 2R   | 1R   | 2R   | 2R | 2R   | 1R   | 1R   | 1R   | 1R   | 2R   |      |
| Wimbledon            | –  | –    | 1R   | 1R   | 3R | 1R   | 1R   | 4R   | g.t. | 1R   | 1R   |      |
| US Open              | –  | 3R   | 2R   | 1R   | 3R | 1R   | 4R   | 1R   | 1R   | –    | 2R   |      |
| ATP Masters 1000     |    |      |      |      |    |      |      |      |      |      |      |      |
| Indian Wells         | –  | –    | 2R   | 1R   | 2R | 2R   | 3R   | 1R   | g.t. | 1R   | 1R   |      |
| Miami                | –  | 1R   | 3R   | 1R   | 3R | 2R   | 4R   | 3R   | g.t. | 2R   | –    |      |
| Monte Carlo          | –  | –    | 1R   | 2R   | 2R | 2R   | –    | 1R   | g.t. | –    | –    |      |
| Madrid               | –  | –    | 1R   | 2R   | KF | 1R   | –    | 1R   | g.t. | –    | –    |      |
| Rome                 | –  | –    | 1R   | 1R   | 2R | 1R   | –    | 2R   | 1R   | –    | –    |      |
| Montreal/Toronto     | –  | –    | 1R   | 1R   | 1R | –    | 1R   | –    | g.t. | –    | –    |      |
| Cincinnati           | –  | –    | 2R   | 2R   | 1R | 2R   | 1R   | 1R   | –    | –    | –    |      |
| Shanghai             | –  | –    | 1R   | 1R   | 1R | 1R   | –    | 2R   | g.t. | g.t. | g.t. |      |
| Parijs               | –  | –    | 1R   | –    | 1R | 2R   | 2R   | –    | –    | –    | –    |      |
| olympisch            |    |      |      |      |    |      |      |      |      |      |      |      |
| Olympische Spelen    | –  | g.t. | g.t. | g.t. | 2R | g.t. | g.t. | g.t. | g.t. | 1R   | g.t. | g.t. |
| statistieken         |    |      |      |      |    |      |      |      |      |      |      |      |
| totaal aantal titels | 0  | 1    | 0    | 1    | 0  | 0    | 1    | 0    | 0    | 0    | 1    | 0    |
| eindejaarsranking    | 99 | 49   | 54   | 33   | 43 | 57   | 44   | 60   | 90   | 140  | 82   |      |

### Dubbelspel
| toernooi             | 2014 | 2015 | 2016 | 2017 | 2018 | 2019 | 2020 | 2021 | 2022 | 2023 |
| -------------------- | ---- | ---- | ---- | ---- | ---- | ---- | ---- | ---- | ---- | ---- |
| grandslamtoernooien  |      |      |      |      |      |      |      |      |      |      |
| Australian Open      | 1R   | 2R   | 1R   | 1R   | 2R   | HF   | 1R   | –    | –    |      |
| Roland Garros        | 3R   | 1R   | 2R   | 1R   | 3R   | 1R   | 1R   | –    | 1R   |      |
| Wimbledon            | 1R   | 1R   | 1R   | 1R   | 3R   | 2R   | g.t. | –    | 2R   |      |
| US Open              | 2R   | KF   | 1R   | 1R   | 2R   | KF   | –    | –    | KF   |      |
| ATP Masters 1000     |      |      |      |      |      |      |      |      |      |      |
| Indian Wells         | –    | –    | 2R   | 1R   | –    | –    | g.t. | –    | –    |      |
| Miami                | –    | –    | 1R   | 2R   | –    | 2R   | g.t. | –    | –    |      |
| Monte Carlo          | –    | –    | –    | –    | –    | KF   | g.t. | –    | –    |      |
| Madrid               | –    | –    | –    | –    | –    | HF   | g.t. | –    | –    |      |
| Rome                 | –    | –    | 2R   | 2R   | F    | 1R   | –    | –    | –    |      |
| Montreal/Toronto     | –    | –    | 1R   | –    | 2R   | –    | g.t. | –    | –    |      |
| Cincinnati           | –    | –    | –    | –    | –    | 1R   | –    | –    | –    |      |
| Shanghai             | –    | –    | 1R   | –    | –    | 1R   | g.t. | g.t. | g.t. |      |
| Parijs               | –    | –    | 2R   | –    | –    | –    | –    | –    | –    |      |
| olympisch            |      |      |      |      |      |      |      |      |      |      |
| Olympische Spelen    | g.t. | g.t. | 2R   | g.t. | g.t. | g.t. | g.t. | 1R   | g.t. | g.t. |
| statistieken         |      |      |      |      |      |      |      |      |      |      |
| totaal aantal titels | 0    | 0    | 0    | 0    | 0    | 0    | 0    | 0    | 0    | 0    |
| eindejaarsranking    | 80   | 138  | 133  | 236  | 45   | 37   | 75   | 142  | 142  |      |